# Jólakötturinn
Le Jólakötturinn ou Jólaköttur (« chat de Noël » en islandais) est un monstre du folklore islandais. C'est un chat énorme et vicieux qui rôde dans les campagnes enneigées durant le temps des fêtes et mange les gens n'ayant pas reçu de nouveaux vêtements à porter avant le réveillon de Noël. Il est associé à d'autres personnages du folklore islandais, comme la géante Grýla avec qui il est censé vivre.

## Histoire
Bien que le Jólakötturinn soit considéré comme une ancienne légende transmise depuis plusieurs générations, les premiers textes qui le décrivent remontent seulement au XIXe siècle,.

## Dans les médias
- La chanteuse islandaise Björk a chanté le Jólakötturinn (musique composée par Ingibjörg Þorbergs)[4].